# Grammaire du grec ancien

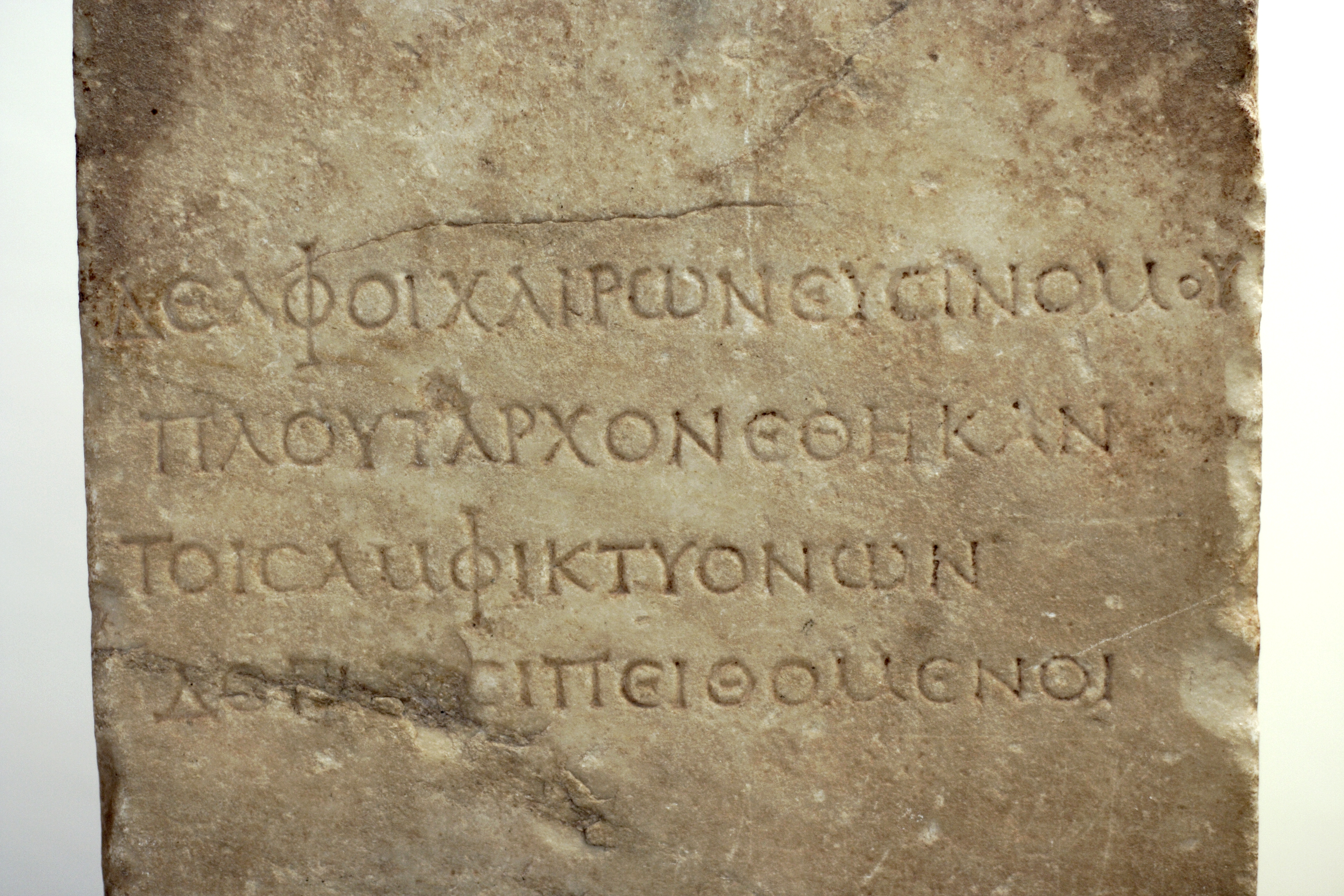
Stèle de Plutarque, vers Détail de l'inscription qui se lit comme suit : ΔΕΛΦΟΙ ΧΑΙΡΩΝΕΥΣΙΝ ΟΜΟΥ ΠΛΟΥΤΑΡΧΟΝ ΕΘΗΚΑΝ ΤΟΙΣ ΑΜΦΙΚΤΥΟΝΩΝ ΔΟΓΜΑΣΙ ΠΕΙΘΟΜΕΝΟΙ("Les Delphiens, avec les Chaeroniens, ont dédié cette (image de) Plutarque, suivant les préceptes de l'Amphictyony")

Cet article est une description générale de la grammaire du grec ancien, et particulièrement de son dialecte attique.
Comme les autres langues indo-européennes anciennes, le grec possède un type morphologique hautement flexionnel. Outre l'utilisation de désinences, le grec se caractérise par des procédés hérités de l'indo-européen commun comme l'alternance vocalique, l'utilisation du redoublement et de l'augment pour les verbes.

## Système nominal
Le grec ancien comporte cinq cas (nominatif, vocatif, accusatif, génitif et datif), trois genres (masculin, féminin et neutre, parfois réduits à une opposition animé/inanimé) et trois nombres (singulier, duel, pluriel ou collectif pour les neutres). Le grec moderne n'utilise plus le datif, excepté dans quelques expressions comme en taxei, mais les autres cas sont généralement conservés.

### Article
Le grec ancien possède un article défini issu d'un ancien démonstratif affaibli (mais qui a toujours ce rôle en grec homérique). Il n'a pas en revanche d'article indéfini. L'article n'apparaît pas au vocatif.
|           | Masculin  | Masculin    | Masculin    | Féminin   | Féminin     | Féminin     | Neutre    | Neutre      | Neutre      |
| Singulier | Duel      | Pluriel     | Singulier   | Duel ,    | Pluriel     | Singulier   | Duel      | Pluriel     |             |
| --------- | --------- | ----------- | ----------- | --------- | ----------- | ----------- | --------- | ----------- | ----------- |
| Nominatif | ὁ (ho)    | τώ (tṓ)     | οἱ (hoï)    | ἡ (hē)    | τώ (tṓ)     | αἱ (haï)    | τό (tó)   | τώ (tṓ)     | τά (tá)     |
| Génitif   | τοῦ (toû) | τοῖν (toîn) | τῶν (tôn)   | τῆς (tês) | τοῖν (toîn) | τῶν (tôn)   | τοῦ (toû) | τοῖν (toîn) | τῶν (tôn)   |
| Datif     | τῷ (tôï)  | τοῖν (toîn) | τοῖς (toîs) | τῇ (têi)  | τοῖν (toîn) | ταῖς (taîs) | τῷ (tôï)  | τοῖν (toîn) | τοῖς (toîs) |
| Accusatif | τόν (tón) | τώ (tṓ)     | τούς (toús) | τήν (tḗn) | τώ (tṓ)     | τάς (tás)   | τό (tó)   | τώ (tṓ)     | τά (tá)     |

### Noms et adjectifs
On compte trois grands types de déclinaisons des noms et adjectifs : la première déclinaison en -α / -η, la deuxième déclinaison à voyelle thématique en -ος et la troisième déclinaison, de type athématique. Chacune possède plusieurs sous-types. Les pronoms suivent un système qui leur est propre et qui, ayant influencé les types nominaux, n'en sont pas très éloignés.

## Système verbal
Les verbes ont trois voix (active, moyenne et passive), trois personnes et trois nombres. Il se conjugue selon six modes : quatre personnels (indicatif, impératif, subjonctif et optatif) et deux impersonnels (infinitif et participe). Il existe sept temps (présent, imparfait, aoriste, futur simple, parfait, plus-que-parfait, et futur antérieur, ces deux derniers étant rarement usés), qui n'existent toutefois pas à tous les modes.
Outre le temps, le verbe exprime surtout trois aspects (imperfectif, perfectif et statique) et, comme toutes les langues, plusieurs modes de procès (inchoatif, itératif, fréquentatif, etc.). Seul l'indicatif marque toujours le temps ; aux autres modes, c'est l'aspect qui est généralement indiqué.

### Conjugaisons
Il existe deux grandes catégories de conjugaisons : les thématiques (ou verbes en -ω) et les athématiques (dits verbes en -μι): les verbes thématiques se caractérisent par la présence d'une voyelle avant la désinence, absente dans les verbes athématiques. Ces catégories se divisent en un grand nombre de sous-catégories. Le système verbal est très complexe car la flexion met en œuvre de nombreux procédés comme l'alternance vocalique, la suffixation par le jeu de désinences, l'utilisation d'une voyelle thématique, celle de l'augment et du redoublement. À tous ces procédés s'ajoutent des modifications phonétiques importantes au sein d'un même paradigme.
En sorte, il n'est pas exagéré de dire qu'il existe plus de verbes irréguliers que de verbes réguliers, si du moins on s'en tient à la définition de verbe irrégulier ayant cours dans la grammaire française.

## Syntaxe

### Ordre général des syntagmes
Comme bien des langues flexionnelles, le grec ancien permet une grande liberté dans la place des syntagmes. Le grec met souvent le verbe en fin de proposition, qu'elle soit principale ou subordonnée, mais bien moins systématiquement que le latin. Il existe une exception pour les impératifs et les verbes à tournure impersonnelle (comme le verbe être « il est » (ἐστί) traduisible par « il y a ») qui sont généralement en tête de proposition. L'expression du sujet n'est pas obligatoire : la désinence verbale suffit souvent à l'exprimer.

### Structure du groupe nominal
L'article en grec se place avant le nom.
Le génitif se place sous l'article, soit entre l'article et le mot désignant le possédé, soit après répétition de l'article : c'est la règle du génitif enclavé. Par exemple, dans le groupe nominal « Le fils du citoyen », on aura en grec : Ὁ τοῦ πολίτου υἱός, littéralement « Le du citoyen fils » ; mais il sera également possible de positionner le génitif après répétition de l'article, par exemple Ὁ υἱός ὁ τοῦ πολίτου « Le fils le du citoyen ».   
L'adjectif suit généralement la même règle, et se place soit entre l'article et le nom (τὸ μικρὸν ἄνθος « la petite fleur »), soit après le nom avec répétition de l'article (τὸ ἄνθος τὸ μικρόν, littéralement « la fleur la petite »).

### Accord
L'accord au sein de la proposition est de règle en grec ancien : les déterminants et adjectifs s'accordent en genre, nombre et cas avec le nom auquel ils se rattachent, le verbe s'accorde en personne et en nombre avec le sujet. Lorsque le syntagme comporte plusieurs noyaux (noms ou sujets) avec lesquels peut se faire l'accord, le grec ancien suit la règle de proximité et accorde avec le noyau le plus proche. Il se caractérise également par le maintien d’une règle de l’indo-européen commun, qui stipule qu’un verbe dont le sujet est un nom neutre pluriel ne se conjugue pas au pluriel mais au singulier : c'est la règle dite « Τὰ ζῷα τρέχει ».

### Négation
Pour les particularités de la négation en grec ancien : voir Négation (linguistique).

### Interrogation
De manière générale, la seule modification à apporter à une phrase pour la transformer en question consiste à remplacer le point final par un point virgule ;
Ἡ θεά ἐστι καλή. : la déesse est belle.

Ἡ θεά ἐστι καλή; : la déesse est-elle belle ?